# Ande
La cordigliera delle Ande (in spagnolo Cordillera de los Andes) è un'importante catena montuosa dell'America meridionale e dell'Antartide situata nella parte più occidentale del continente, la quale attraversa sette Stati: Venezuela, Colombia, Ecuador, Perù, Bolivia, Cile e Argentina, alcuni dei quali sono noti come Paesi andini: rappresenta il settore meridionale della più estesa Cordigliera Americana che, partendo dall'Alaska, costeggia l'intero versante pacifico del continente americano fino alla Terra del Fuoco.
Costituita fondamentalmente da due grandi catene di monti: la Cordillera Oriental e la Cordillera Occidental, in gran parte separate da una profonda depressione intermedia in cui sorgono altre catene di importanza minore, la principale delle quali è la Cordillera de la Costa cilena (altre piccole catene sorgono ai lati delle grandi catene), è anche la più alta catena montuosa al di fuori del continente asiatico, toccando i 6962 m sopra il livello del mare con la cima più alta, l'Aconcagua; la vetta del vulcano Chimborazo, nelle Ande ecuadoriane, è invece il punto della superficie terrestre più lontano dal centro della Terra a causa del rigonfiamento equatoriale.
Con i suoi 7200 km di lunghezza (dall'istmo di Panama, a nord, fino a Capo Horn, a sud) è tradizionalmente considerata la catena montuosa più lunga del mondo, rappresentando l'ideale prosecuzione verso sud delle catene montuose dell'America nord-occidentale e centrale. La sua larghezza media è di 240 km, toccando nel punto più esteso i 500 km (fra il 18º e il 20º parallelo sud); l'altezza media è di circa 4000 m. 

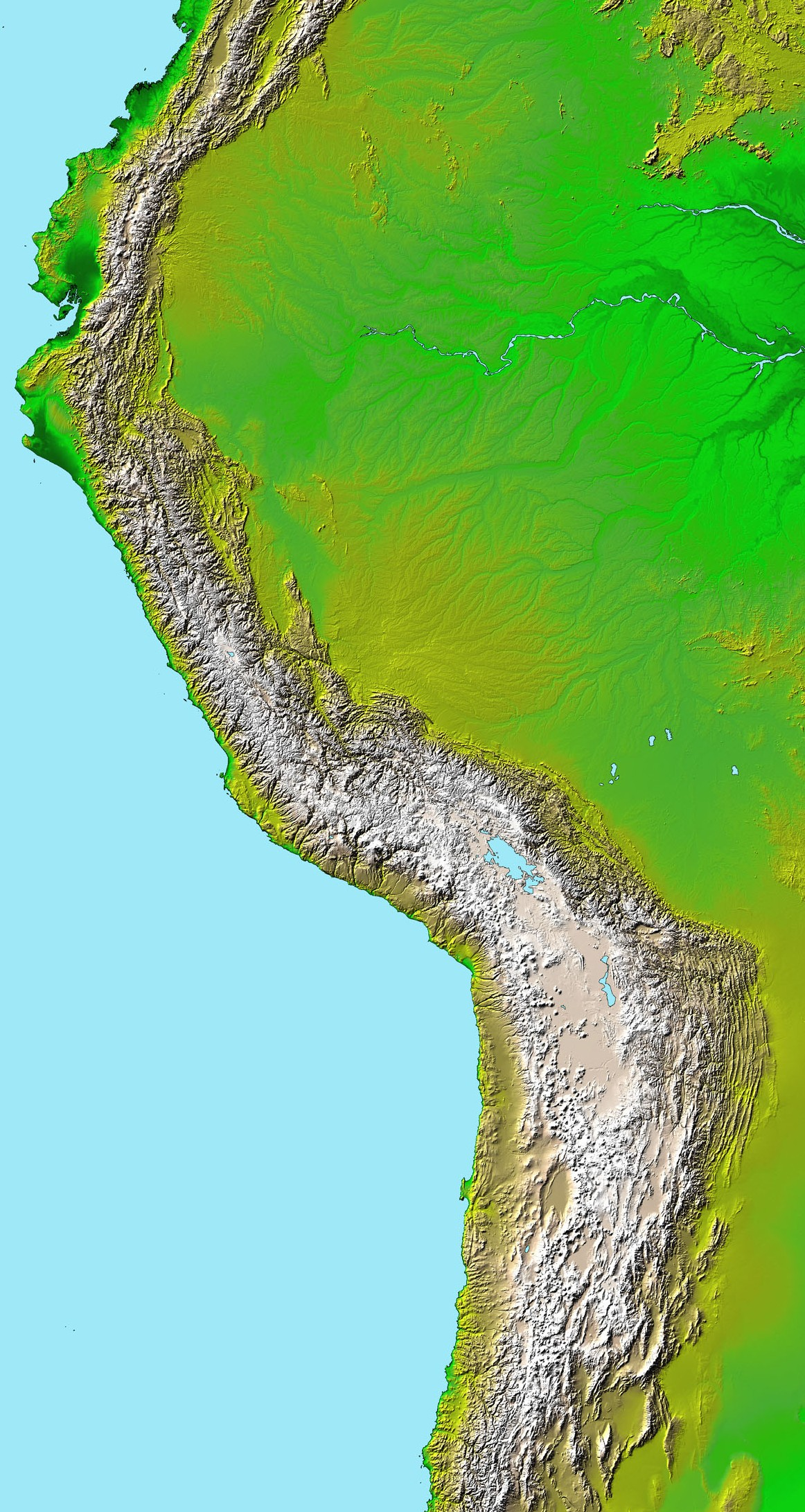
Parziale topografia delle Ande presa da un modello di elevazione digitale

Le Ande corrono lungo l'Oceano Pacifico.

## Etimologia
Ci sono varie teorie circa l'etimologia del nome "Ande". Alcuni ritengono che derivi dalla parola quechua anti, che significa "alta cresta". Altri ritengono che il nome derivi da una delle regioni (suyo) dell'Impero Inca (o Tahuantinsuyo) detta Antisuyu, i cui abitanti erano chiamati Anti.
Altri ancora ritengono che Ande derivi dalla parola spagnola andén che significa terrazzamento, in riferimento alla tipologia di coltivazione utilizzata nella regione andina.

## Suddivisione

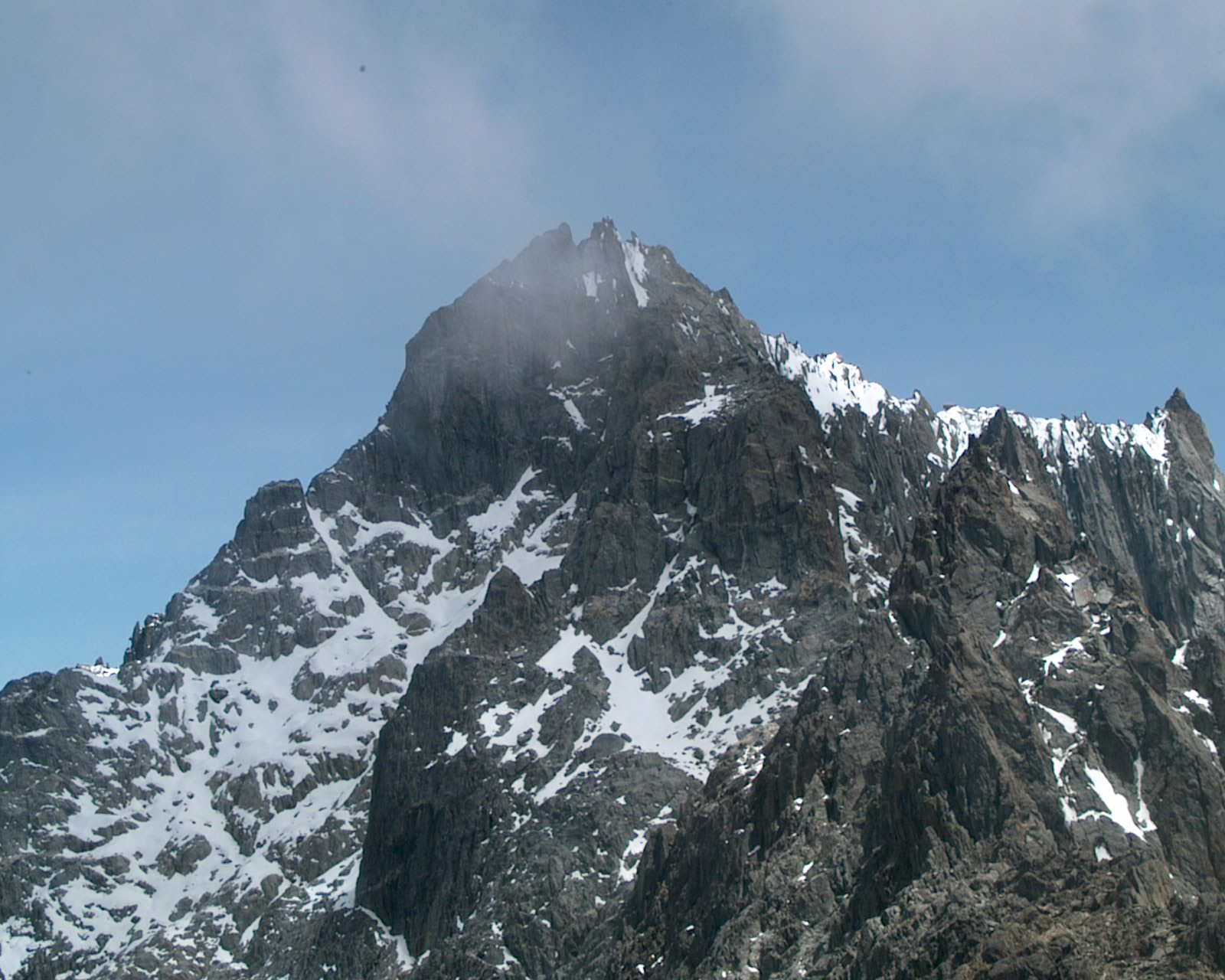
Il Pico Bolívar, Ande venezuelane

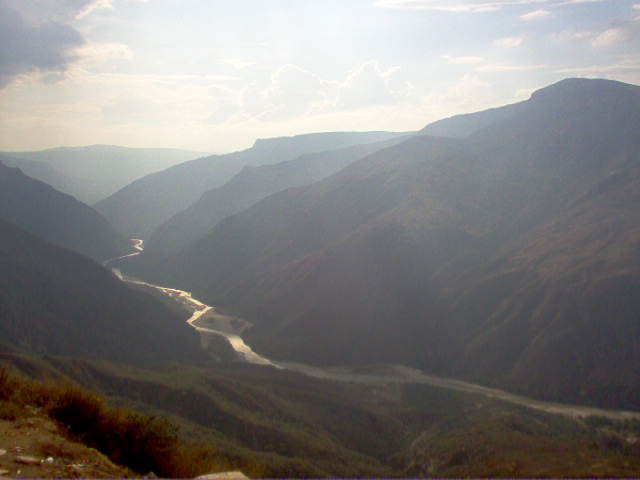
Canyon del Chicamocha, Ande colombiane

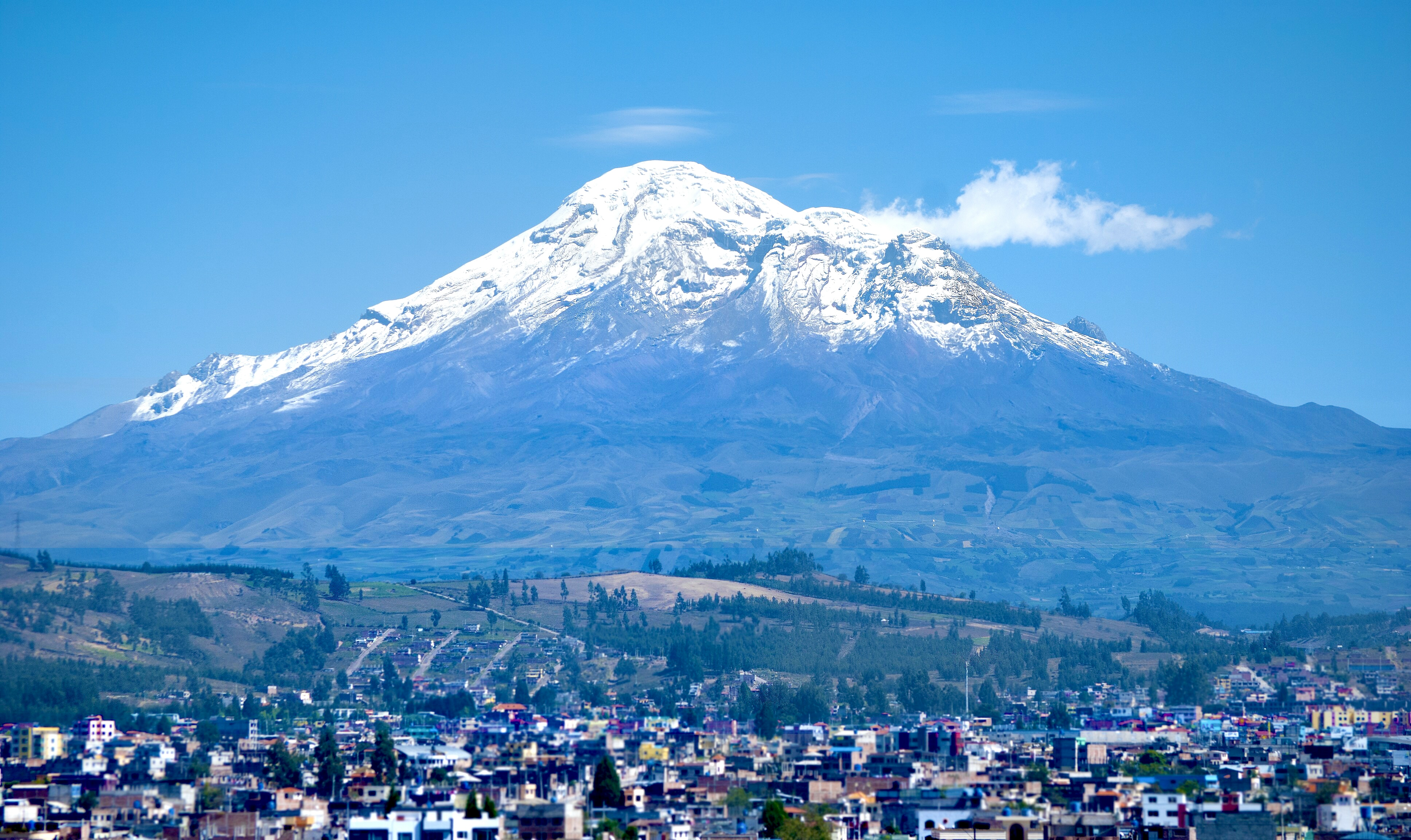
Chimborazo, Ande ecuadoriane

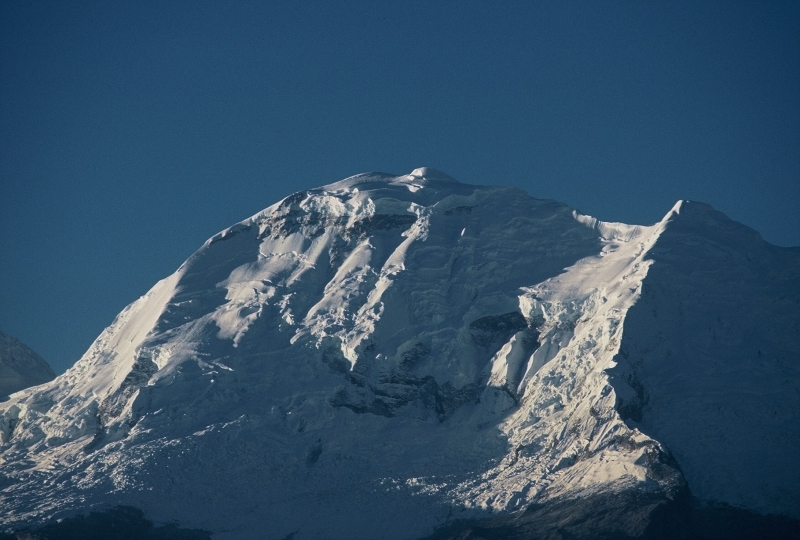
Huascarán, Ande peruviane

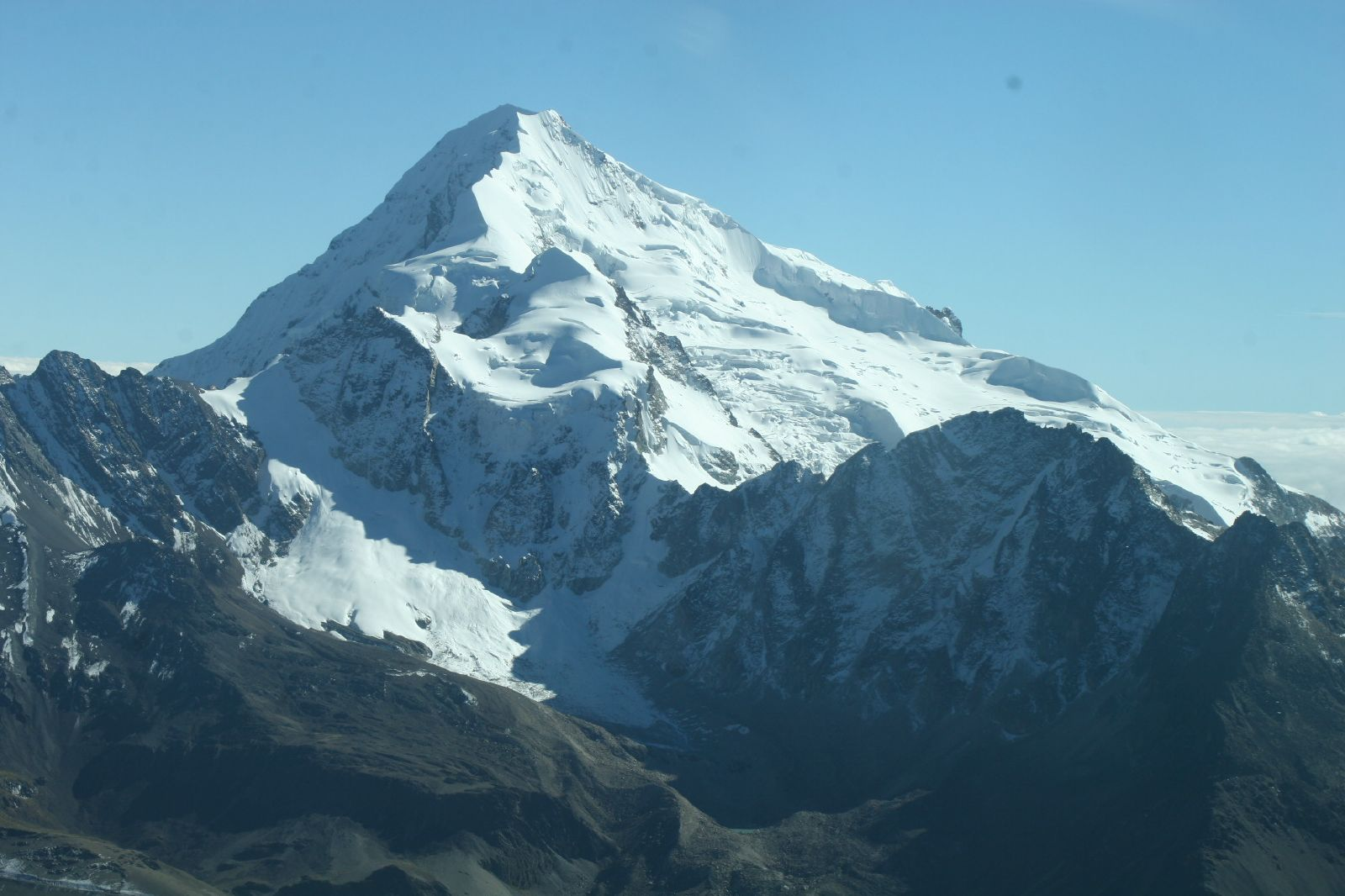
Huayna Potosí, Ande boliviane

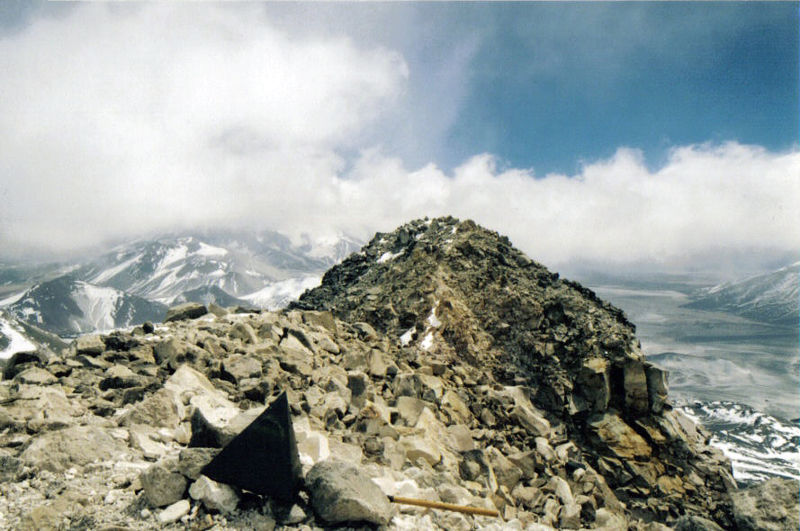
Veduta della cima cilena dell'Ojos del Salado vista da quella argentina

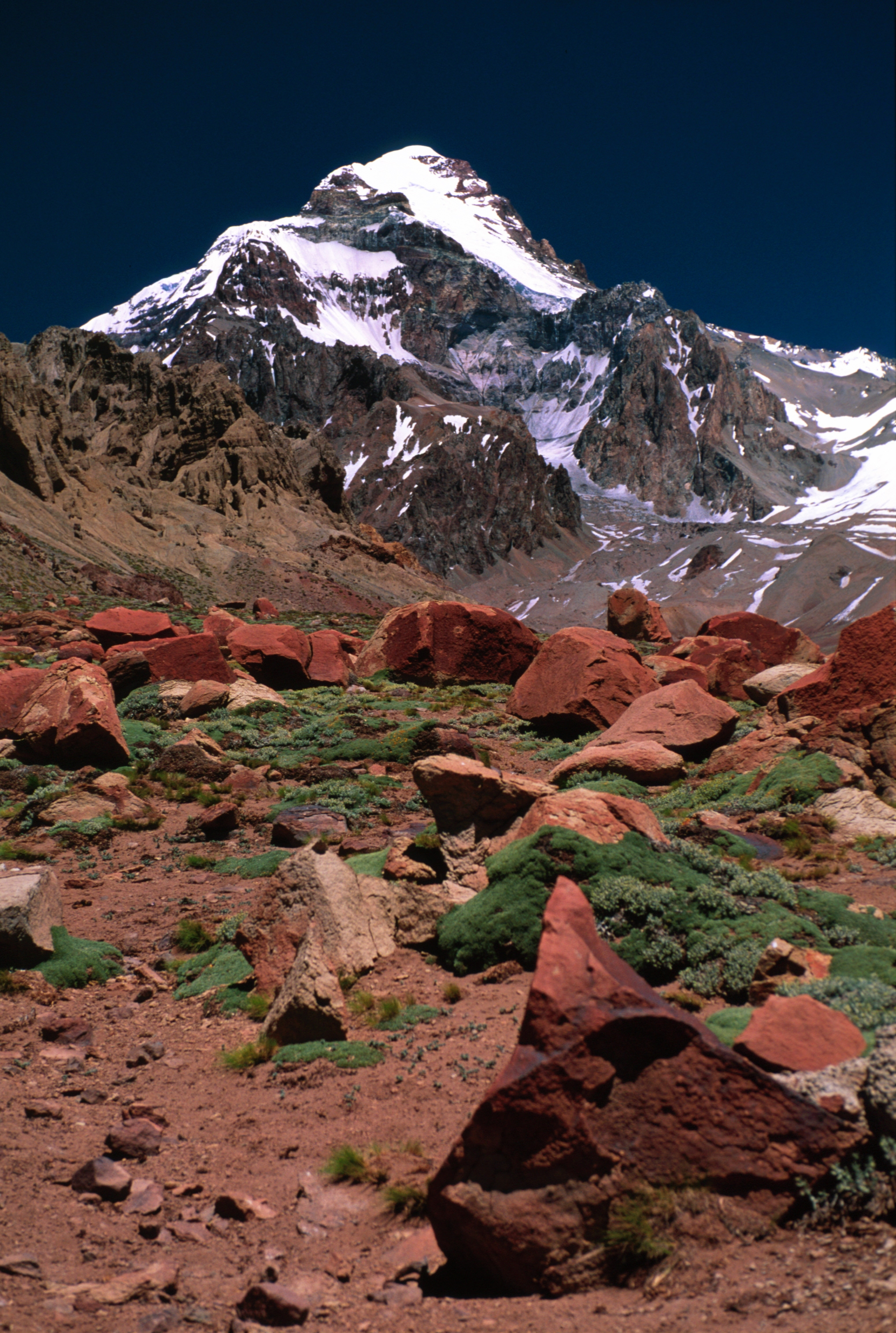
Il monte Aconcagua, Ande argentine, la cima più alta della catena

La suddivisione delle diverse zone della catena ha subito modifiche nel corso del tempo, assumendo una nomenclatura associata alle divisioni politico-amministrative. Così, a seconda del territorio attraversato, si possono definire Ande venezuelane, colombiane, ecuadoriane, ecc. Nel 1973 il geologo Augusto Gansser-Biaggi propose una suddivisione basata sull'osservazione scientifica delle caratteristiche morfologiche della catena montuosa:
- Ande settentrionali: a nord del golfo di Guayaquil (4° S), Ecuador, con le Ande venezuelane, Ande colombiane e Ande ecuadoriane;
- Ande centrali: tra il golfo di Guayaquil e il golfo di Penas (46° 30´ S), Cile, con le Ande peruviane, boliviane, e argentino-cilene;
- Ande meridionali o australi: a sud del golfo di Penas, con le Ande patagoniche e le Ande fueguine (Isola Grande della Terra del Fuoco).

Le Ande settentrionali e australi sono chiamate Ande di Tipo Collisionale, per essersi formate dall'obduzione della crosta oceanica. Le Ande centrali corrispondono a quelle definite Ande di Tipo Andino, sviluppatesi dalla subduzione della crosta marina.

### Sub-regioni
La geologia ha proposto un'altra classificazione, più dettagliata, delle zone andine:

#### Ande settentrionali
- Ande Caraibiche: lungo la costa del mare Caraibico, soprattutto a est del lago di Maracaibo.
- Zona di subduzione orizzontale di Bucaramanga: a nord della latitudine di Bogotà, escludendo l'area anteriore.
- Zona vulcanica nord (ZVN): dalla latitudine di Bogotà al golfo di Guayaquil.

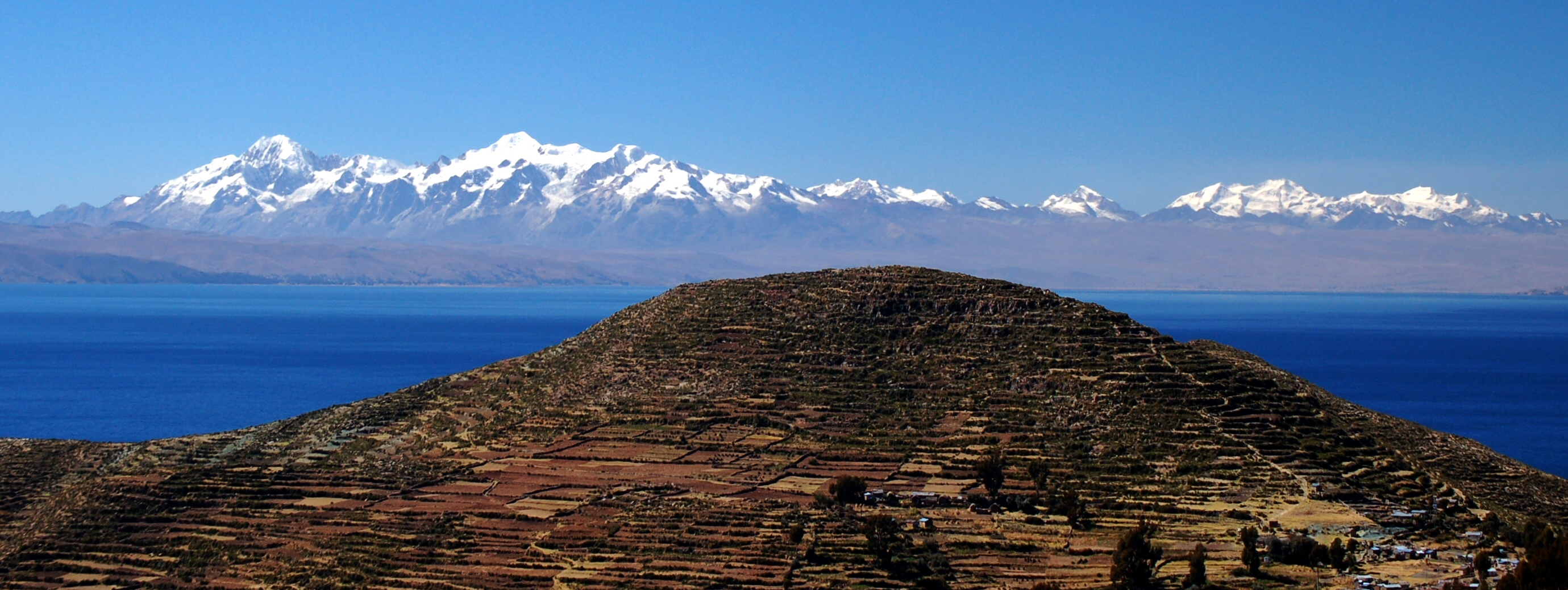
Panorama della Cordillera Central in Bolivia dall'Isla del Sol

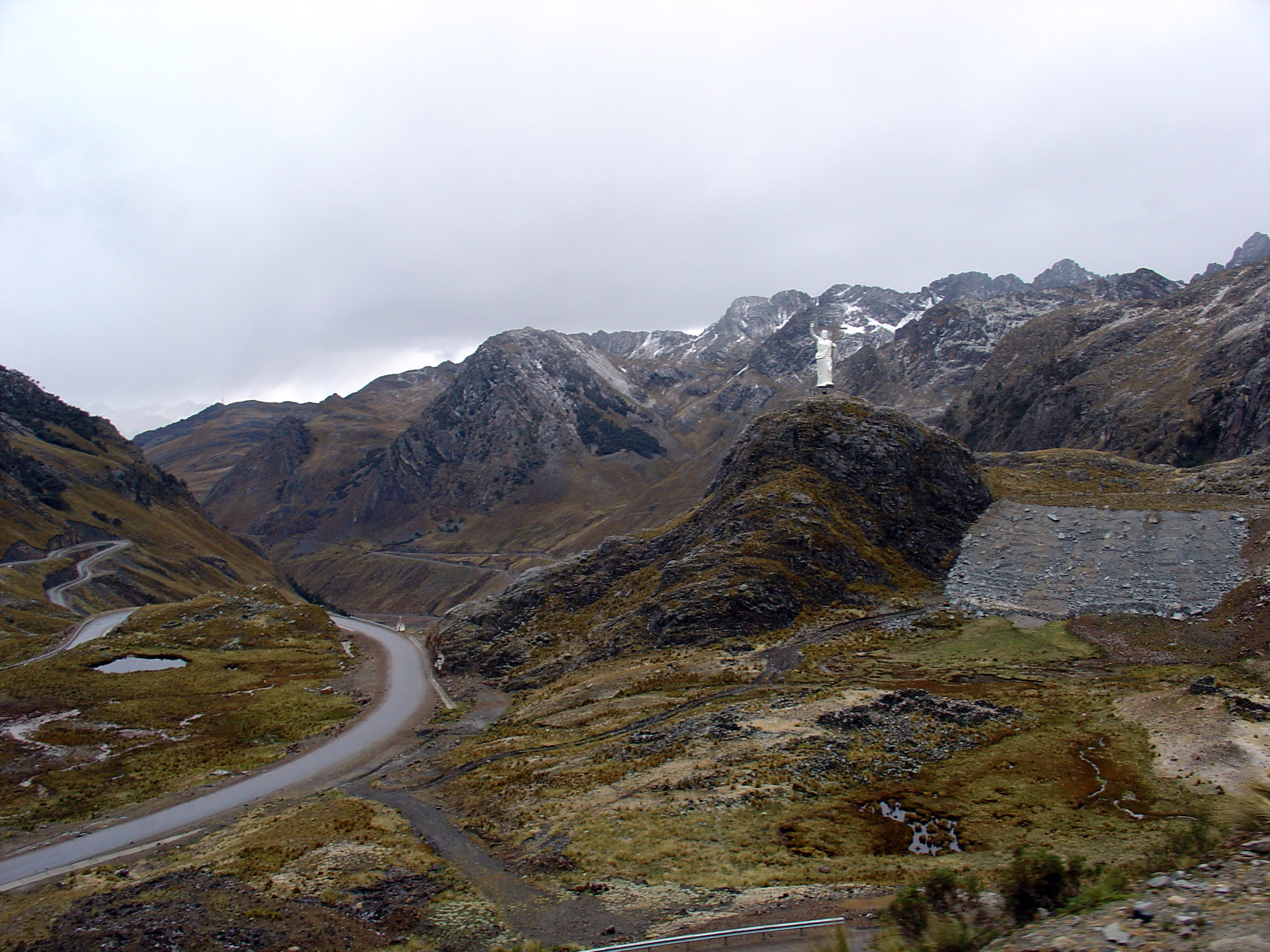
Chavin, Perù

A sud della Colombia, alla frontiera con l'Ecuador, le Ande costituiscono la sola catena montuosa con cime vulcaniche alte oltre 5000 m. Più a nord, nel Nudo de los Pastos, si suddivide in due catene chiamate rispettivamente Cordillera Occidental e Cordillera Central; da quest'ultima si origina la Cordillera Oriental.
La Cordillera Central è separata dalla Cordillera Occidental, per una distanza di circa 400 km, da una faglia entro la quale scorre il río Patía a sud e il río Cauca a nord.
La Cordillera Oriental si separa gradualmente verso est creando la conca del fiume più importante della Colombia, il Río Magdalena. Questa catena montuosa si estende verso nord e nel Dipartimento di Norte de Santander si suddivide in due rami; il ramo orientale entra nel territorio venezuelano, dove prende il nome di Cordillera de Mérida, le cui naturali estensioni formano Lara-Falcón e hanno una stretta relazione con il Litoral Central (Caracas, Valencia, Maracay) e il Litoral Oriental (Puerto La Cruz, Barcelona).
Il ramo occidentale, chiamato Sierra de Perijá, si estende da est verso nord, formando la frontiera naturale tra Colombia e Venezuela, degradando gradualmente verso i Caraibi fino a punta Gallinas, nella penisola della Guajira, nell'estremo nord della Colombia. Si ricongiunge con la Sierra Nevada de Santa Marta formando una valle nella quale scorre il Río Cesar. La Sierra Nevada de Santa Marta è il gruppo montuoso più elevato della Colombia (5775 m) ed è la montagna costiera più alta del mondo.
Le tre catene hanno cime di formazione principalmente vulcanica che raggiungono oltre 4000 m di quota. La Cordillera Central e la Cordillera Oriental raggiungono altezze di oltre 5000 m, coperte dalle nevi perenni. Molti di questi vulcani sono attivi e, nel passato, hanno causato morte e distruzione per via delle esplosioni di gas e dei lahar.
Le città più importanti delle Ande settentrionali sono Bogotà, Cali e Medellín in Colombia, Quito e Riobamba in Ecuador e San Cristóbal e Mérida in Venezuela.

#### Ande centrali
- Zona di subduzione del Perù: dalla latitudine del golfo di Guayaquil a quella del lago Titicaca.
- Zona vulcanica centrale (ZVC): dalla latitudine del lago Titicaca al limite sud del deserto di Atacama.
- Zona di subduzione orizzontale Pampeana: dal limite sud del deserto di Atacama all'area dell'Aconcagua. In questa sezione si trovano le cime più alte del Sudamerica.
- Zona vulcanica sud (ZVS): fino alla latitudine del golfo di Penas.

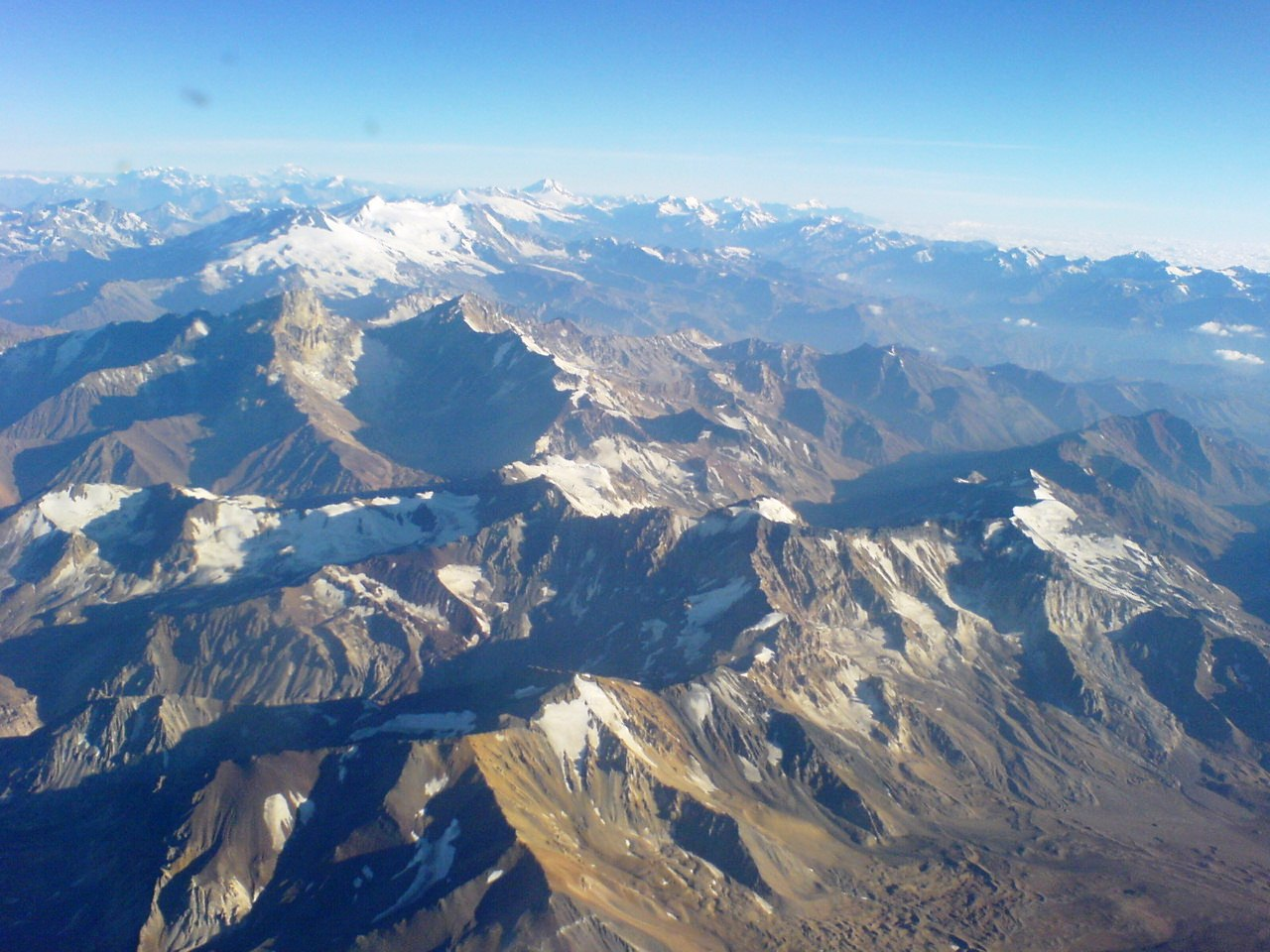
Il settore intermedio tra Santiago del Cile e Mendoza, Argentina, in un giorno d'inverno

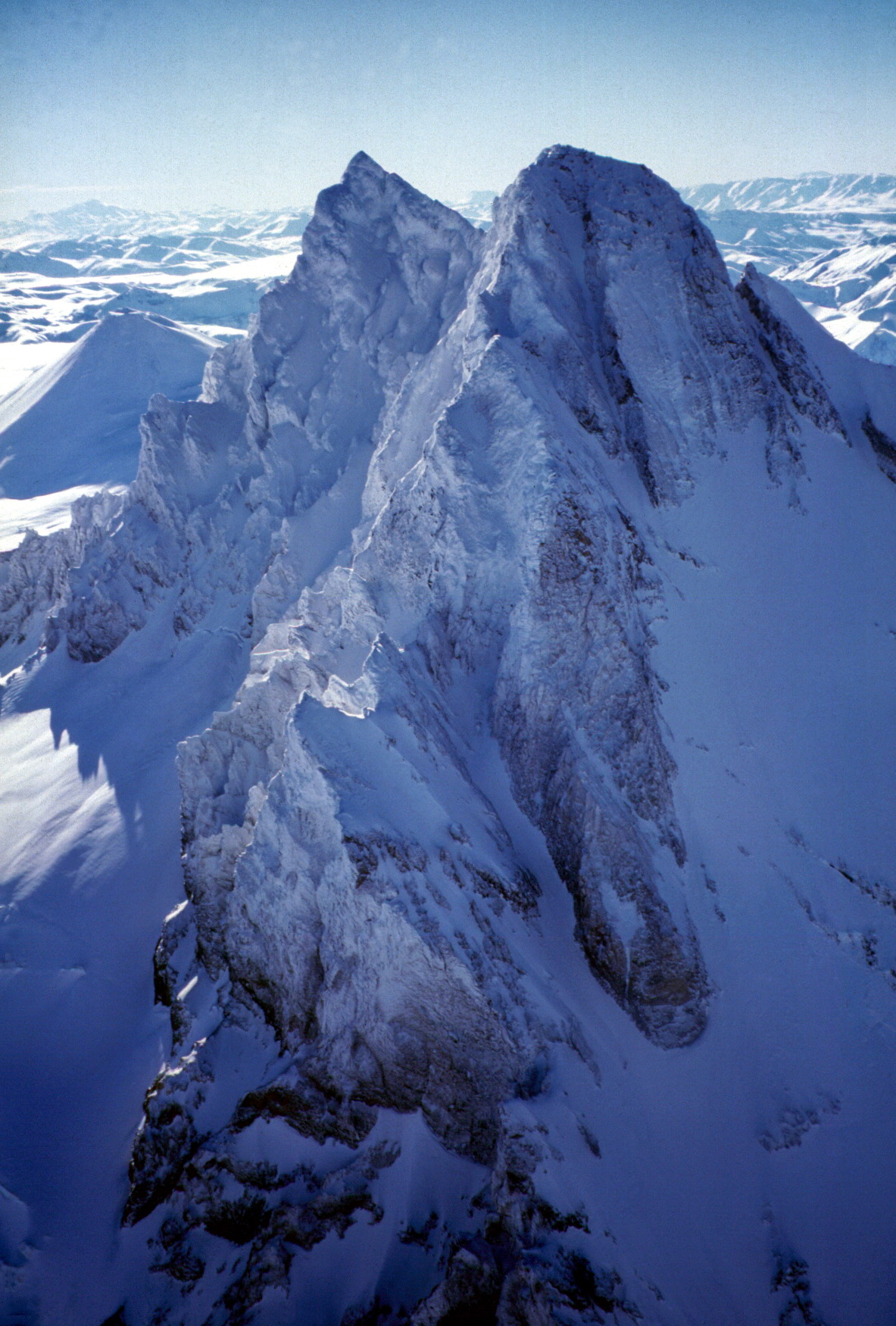
Sierra Velluda, ande cilene, Regione del Biobío, Cile

Le Ande centrali si estendono dal nudo de Pasto al Nevado Tres Cruces, in Cile. Comprendono gran parte di quello che attualmente è il Perù e sono considerate la zona centrale delle Ande dove si sono avuti i più elevati livelli di sviluppo economico e sociale. Le montagne sono disposte in due catene separate dall'altopiano andino. La vetta più alta della regione è il Monte Huascarán (6768 m) e, nella zona cilena, il nevado Ojos del Salado (6891 m). Si formano due grandi laghi, il Titicaca e il Poopó. Le mesetas interne formano le pianure boliviane. Il clima è caldo arido e il bioma dominante è il deserto. La popolazione è concentrata soprattutto nell'altopiano e lungo le coste.

#### Ande australi
- Zona vulcanica australe (ZVA): dalla latitudine del golfo di Penas fino ai confini dell'Isola Grande della Terra del Fuoco e le altre isole adiacenti.
- Ande patagoniche: corrisponde alla zona a sud del vulcano Tronador, in Cile e Argentina, fino allo stretto di Magellano, dove la catena si interrompe. Le altitudini medie oscillano tra i 1500 e 2000 m, anche se alcuni punti raggiungono quote di 3500 m. In questa sezione della catena si trova il massiccio del Paine, un gruppo di cime granitiche di oltre 3000 m, che si elevano sui laghi e i ghiacciai della Patagonia cilena. Questa parte delle Ande è dominata dai giganteschi Hielos Continentales che costituiscono la riserva idrica più grande del mondo, escludendo l'Antartide e la Groenlandia.
- Ande fueguine o cordigliera di Darwin: immediatamente a sud dello stretto di Magellano le Ande raggiungono nuovamente altezze superiori ai 2000 m fino al canale di Beagle.

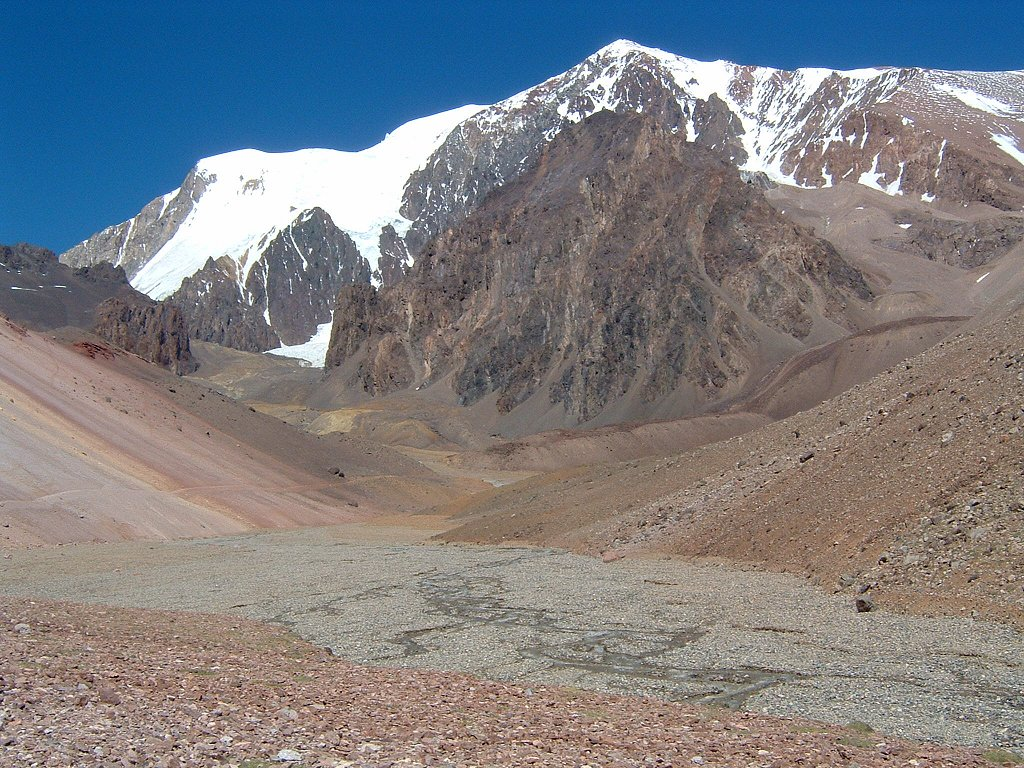
Monte Mercedario, Provincia di San Juan, Argentina

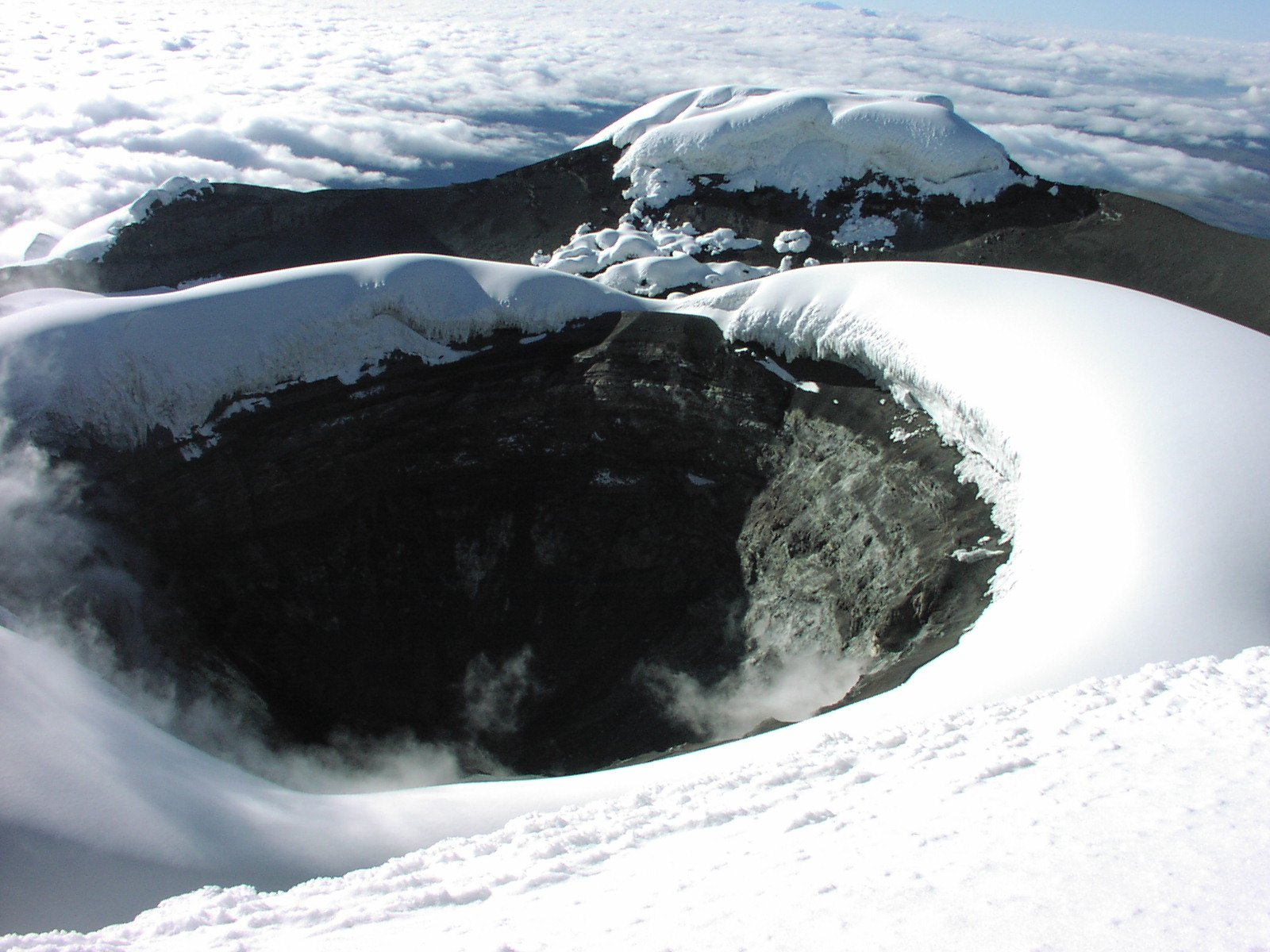
Cratere del vulcano Cotopaxi, Ecuador

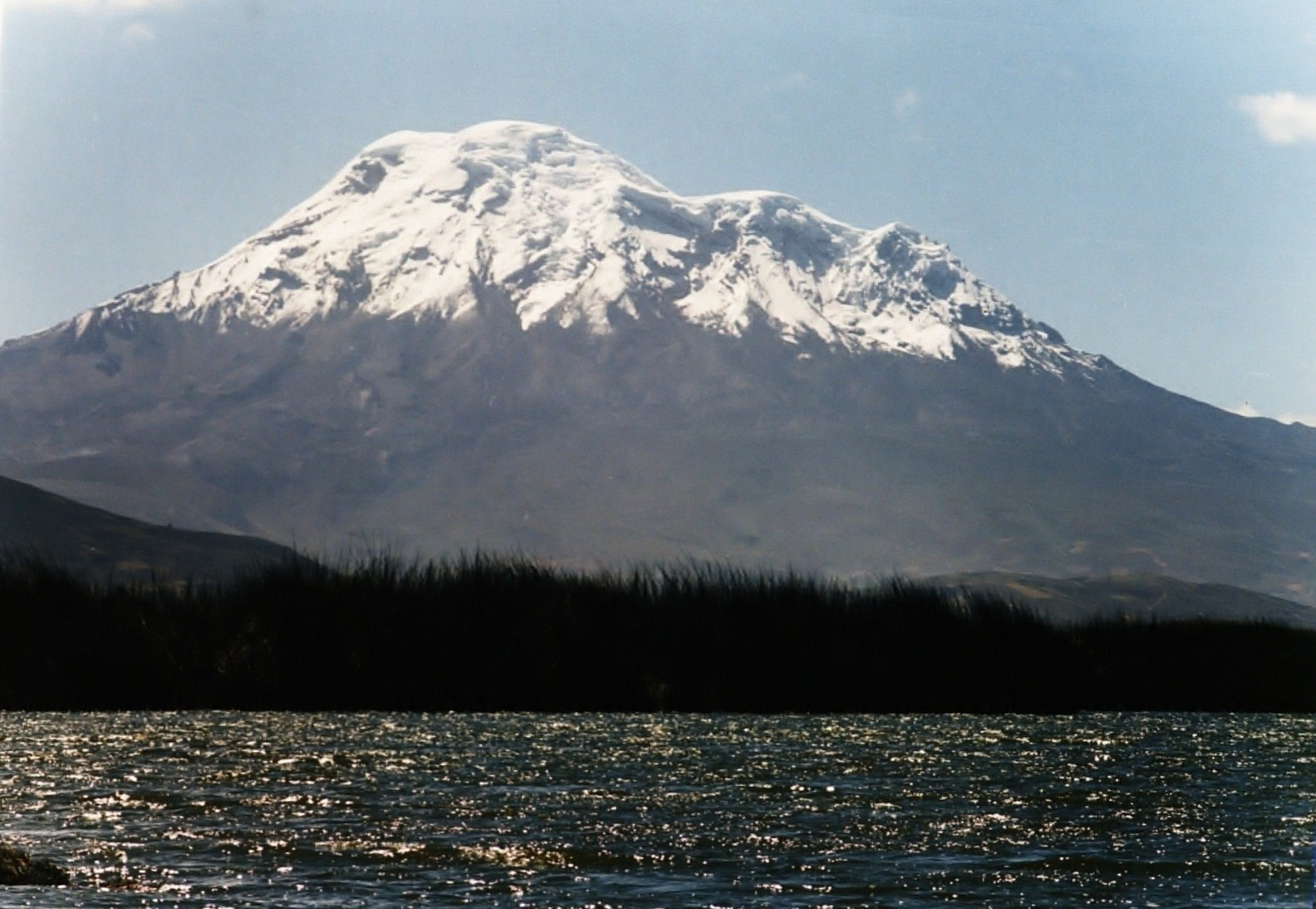
Vulcano Chimborazo, Riobamba, Ecuador

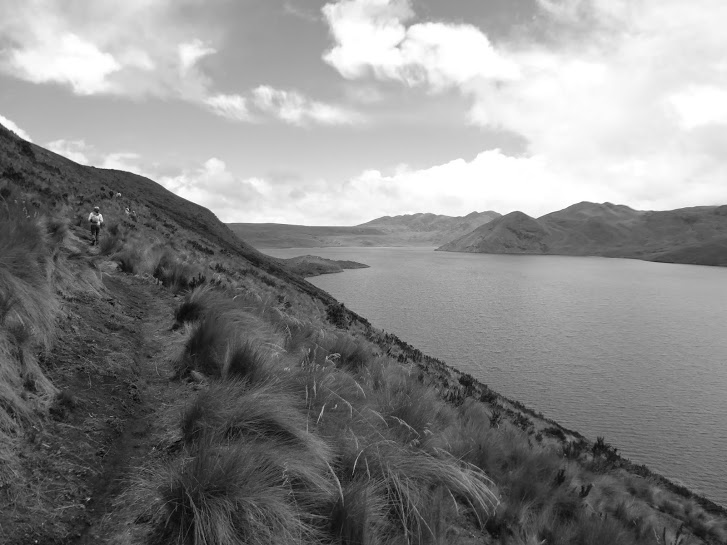
Antizana, Ecuador

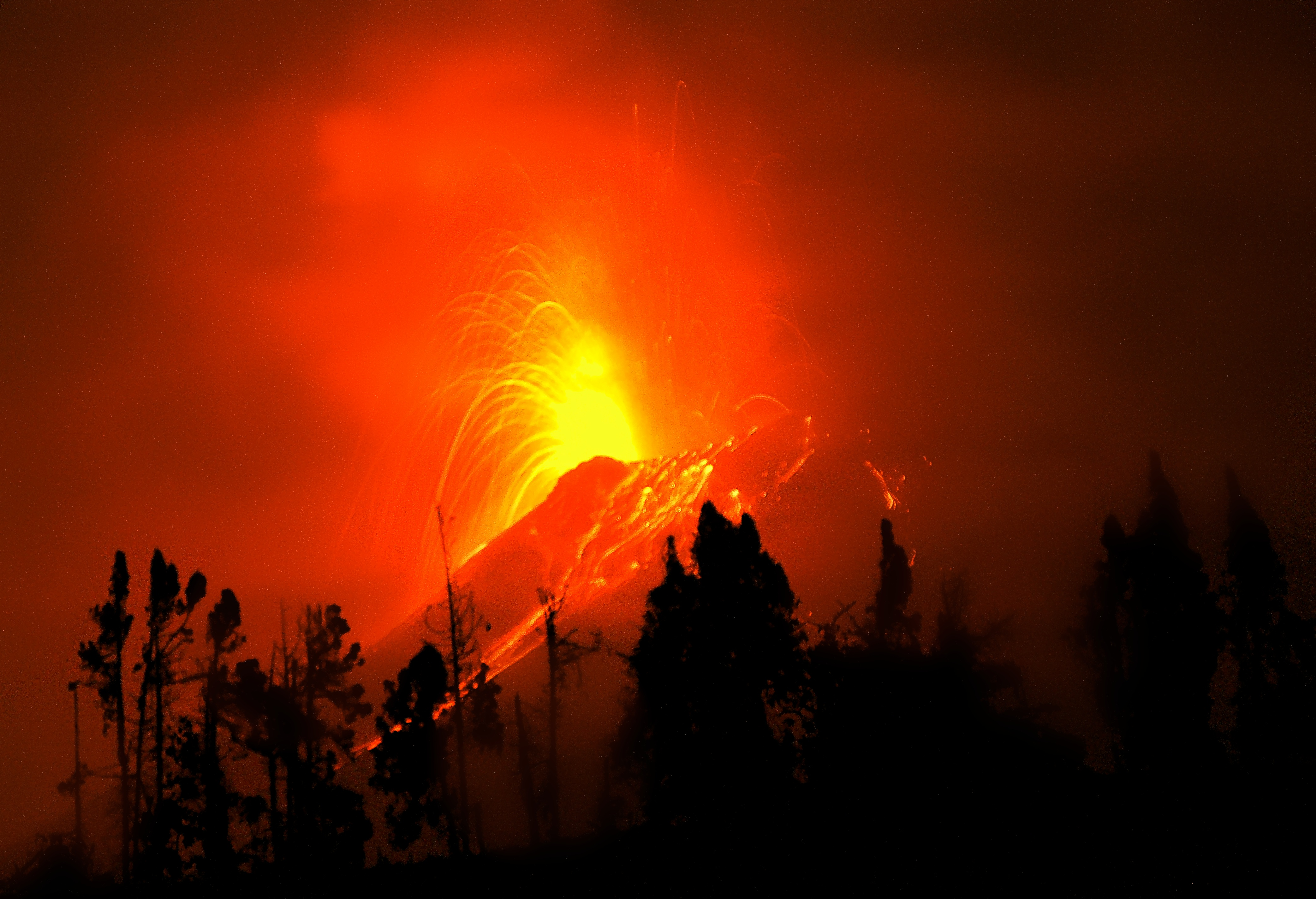
Un'eruzione del Tungurahua nel 2011, in una visione notturna, Ecuador

Le Ande australi si estendono fino all'estremità dell'America meridionale. In questa regione si possono ritrovare quasi tutti i tipi climatici:
- Ande di transizione: qui si trovano le cime più elevate anche se l'altezza media diminuisce. I passi sono difficili e ripidi. Sono costituite da due catene separate da una valle longitudinale larga da 10 a 40 km. A ovest si trova la Cordigliera della Costa, che raggiunge i 2000 m di altitudine. A est si sviluppa la catena principale, con alcune delle cime più elevate: l'Aconcagua (6962 m), il vulcano Tupungato (6635 m) e il monte Mercedario (6770 m).
- Ande patagoniche: in questa sezione le altezze diminuiscono drasticamente, in parte per via dell'erosione glaciale, che ha creato arcipelaghi e fiordi. Le vette più alte sono il Tronador (3478 m), il Monte San Valentín (4058 m), il Monte Fitz Roy (3405 m), il Cerro Torre (3150 m), il cerro Paine Grande (3240 m) e le maestose montagne della Cordigliera del Paine (3000 m). La Cordillera Darwin e la porzione cilena dell'Isola Grande della Terra del Fuoco presentano le ultime grandi altezze prima che le Ande si immergano nel mare; il monte Darwin (2488 m) e il Monte Sarmiento (2350 m).

#### Ande antartiche

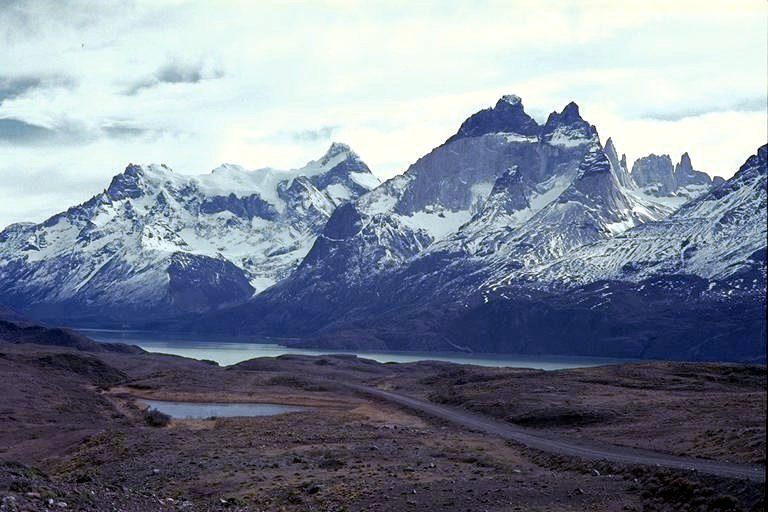
Parco Nazionale Torres del Paine, Cile

Le Ande si estendono fino alla Tierra del Fuego e, immergendosi in mare, le cime più alte formano delle isole quali la Georgia del Sud e isole Sandwich meridionali, le Isole Orcadi Meridionali e le Isole Shetland Meridionali. Riemergono nuovamente in Antartide.

## Orografia
Se hai abilitato JavaScript puoi riordinare la tabella cliccando sull'intestazione della colonna.
Usando un criterio di prominenza topografica di 400 m, 119 picchi appartenenti alle Ande hanno un'altitudine che supera i 6 000 metri. La lista seguente riporta le 119 vette censite di oltre 6 000 nelle Ande. A oggi sono state censite 119 vette di oltre 6 000 metri nella cordigliera delle Ande. Attualmente la persona che ha scalato il maggior numero di vette che superano i 6 000 metri, ossia le più alte di questa cordigliera, è l'argentino-brasiliano Maximo Kausch; un progetto che non è mai stato tentato da nessun altro alpinista prima di lui.
Le vette più alte delle Ande:
| Montagna                 | Vetta (metri) | Stato                     |
| ------------------------ | ------------- | ------------------------- |
| Aconcagua                | 6 962         | Argentina                 |
| Ojos del Salado          | 6 880         | Argentina e Cile          |
| Monte Pissis             | 6 795         | Argentina                 |
| Cerro Bonete             | 6 759         | Argentina                 |
| Tres Cruces Sur          | 6 748         | Argentina e Cile          |
| Huascaran Sur            | 6 746         | Perù                      |
| Llullaillaco             | 6 739         | Argentina e Cile          |
| Mercedario               | 6 770         | Argentina                 |
| Cazadero                 | 6 665         | Argentina                 |
| Huascaran Norte          | 6 655         | Perù                      |
| Tres Cruces Central      | 6 629         | Cile                      |
| Incahuasi                | 6 621         | Argentina e Cile          |
| Yerupaja                 | 6 617         | Perù                      |
| Tupungato                | 6 570         | Argentina e Cile          |
| Sajama                   | 6 542         | Bolivia                   |
| El Muerto                | 6 488         | Argentina e Cile          |
| Antofalla                | 6 440         | Argentina                 |
| Illimani                 | 6 438         | Bolivia                   |
| Cerro del Nacimiento     | 6 436         | Argentina                 |
| Veladero                 | 6 436         | Argentina                 |
| Ancohuma                 | 6 427         | Bolivia                   |
| Huandoy                  | 6 395         | Perù                      |
| Nevado de Cachi          | 6 380         | Argentina                 |
| Ausangate                | 6 372         | Perù                      |
| Illampu                  | 6 368         | Bolivia                   |
| Parinacota               | 6 362         | Cile e Bolivia            |
| Las Tórtolas             | 6 323         | Argentina e Cile          |
| Chimborazo               | 6 310         | Ecuador                   |
| Salcantay                | 6 271         | Perù                      |
| Pomerape                 | 6 240         | Cile e Bolivia            |
| Colpa Ananta             | 6 110         | Perù                      |
| El Marmolejo             | 6 108         | Argentina e Cile          |
| Huayna Potosí            | 6 088         | Bolivia                   |
| Guallatiri               | 6 071         | Cile                      |
| Acotango                 | 6 052         | Cile e Bolivia            |
| Piuquenes                | 6 019         | Argentina e Cile          |
| Tunupa                   | 6 010         | Bolivia                   |
| Uturuncu                 | 6 008         | Bolivia                   |
| Nevado Palomani          | 5 999         | Bolivia                   |
| Cerro Alto Toroni        | 5 982         | Cile e Bolivia            |
| Nevado Juncal            | 5953          | Cile                      |
| Licancàbur               | 5 920         | Cile e Bolivia            |
| Galán                    | 5 912         | Argentina                 |
| Cotopaxi                 | 5 897         | Ecuador                   |
| Ollagüe                  | 5 897         | Cile e Bolivia            |
| El Azufre                | 5 856         | Cile                      |
| Tocorpuni                | 5 833         | Bolivia                   |
| Misti                    | 5 822         | Perù                      |
| Cayambe                  | 5 790         | Ecuador                   |
| Picco Simón Bolivar      | 5 775         | Colombia                  |
| Picco Cristoforo Colombo | 5 775         | Colombia                  |
| Lastarria                | 5 697         | Argentina e Cile          |
| Cerro Zapaleri           | 5 653         | Argentina, Bolivia e Cile |
| Isluga                   | 5 530         | Cile                      |
| Cerro Escorial           | 5 447         | Argentina e Cile          |
| Cerro El Plomo           | 5 424         | Cile                      |
| Cerro Bayo               | 5 401         | Argentina                 |
| Iliniza Sur              | 5 253         | Ecuador                   |
| Sangay                   | 5 230         | Ecuador                   |
| Tungurahua               | 5 023         | Ecuador                   |
| Pico Bolívar             | 4 981         | Venezuela                 |
| Imbabura                 | 4 609         | Ecuador                   |
| Pico Espejo              | 4 600         | Venezuela                 |
| El Mela                  | 4 150         | Argentina                 |
| Monte San Valentín       | 4 058         | Cile                      |

## Geologia

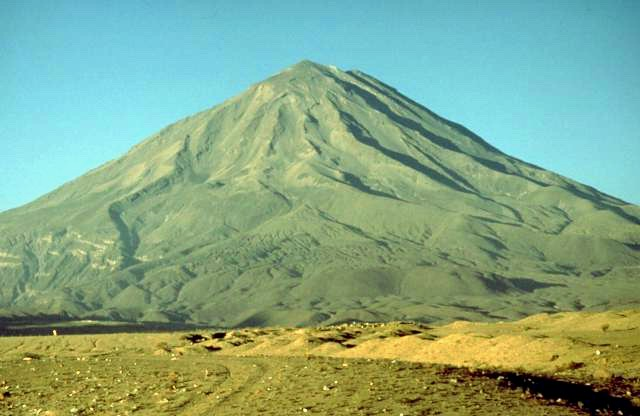
El Misti

L'origine della catena andina si fa risalire alla dinamica delle placche terrestri ovvero alla tettonica delle placche. La collisione fra due porzioni di crosta, in particolare la placca oceanica nota come placca di Nazca (composta da crosta oceanica) con la placca sudamericana (formata da crosta continentale) è la causa dell'orogenesi della catena delle Ande.
Nel Paleozoico, 250 milioni di anni fa, il margine continentale del Sud America era ancora passivo, quindi non avveniva alcuna subduzione. 200 milioni di anni fa questo processo di subduzione della placca di Nazca ebbe inizio ed essa iniziò a inabissarsi sotto la placca sudamericana. La pressione esercitata durante questo evento fece innalzare la cordigliera orientale; i magmi andesitici formati dalla fusione della placca oceanica in subduzione lungo il piano di Benjoff fecero sorgere un arco vulcano, ossia una serie di rilievi vulcanici.
Tra 100 e 60 milioni di anni fa avvenne uno spostamento della litosfera in subduzione verso est provocando la formazione del secondo arco vulcano, che spiega la nascita della cordigliera occidentale. Nel frattempo, il braccio di mare presente tra le due cordigliere iniziò a riempirsi di sedimenti derivanti dall'erosione dell'oceano sulla crosta, permettendo così l'avvio della formazione dell'altipiano andino. Infine tra i 15 e i 2 milioni di anni fa si formarono gli stratovulcani, vulcani a cono ripido in cui le eruzioni sono caratterizzate da alternanza fra colate laviche con ceneri e lapilli (tipiche eruzioni vulcaniane).

## Clima

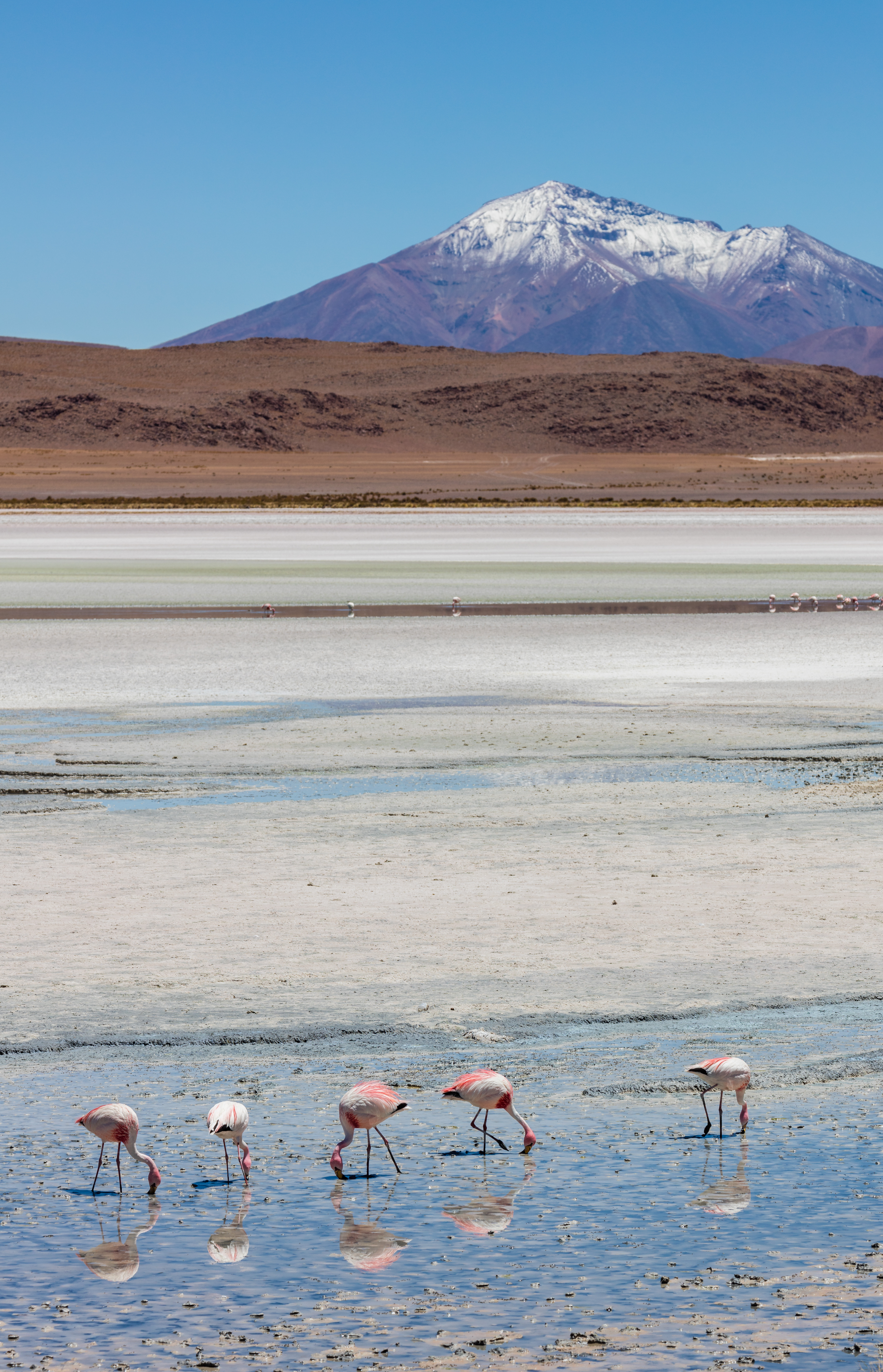
Il fenicottero delle Ande.

Il clima nelle Ande varia notevolmente a seconda della latitudine, dell'altitudine e quindi della vicinanza al mare. Il settore meridionale è freddo intensamente nevoso anche a quote relativamente basse e piovoso, mentre quello centrale è più asciutto e mite. Il settore nord delle Ande è generalmente piovoso, e relativamente all'altitudine anche molto caldo, con una temperatura media di 18 °C, in Colombia. Il clima è caratterizzato da cambiamenti di calore.
Le Ande del Cile e dell'Argentina possono essere suddivise in due zone climatiche e glacologiche; le Ande secche e le Ande umide. Le Ande secche si estendono dalla latitudine del deserto di Atacama fino alla zona del fiume Maule; le precipitazioni sono più sporadiche e si verificano forti oscillazioni delle temperature. La linea di equilibrio subisce drastici spostamenti su brevi periodi di tempo, lasciando i ghiacciai in ablazione o in accumulo.

## Sport
Le bellezze naturali della regione, le rovine dell'Impero inca in Bolivia e Perù e la possibilità di accedere facilmente ai ghiacciai nel Sud di Argentina e Cile favoriscono il turismo su grande scala.
Le Ande presentano condizioni ottime per sport quali l'alpinismo e il rafting. Lo sci, lo snowboard e altri sport invernali si sono fortemente sviluppati in Argentina e Cile. Nelle Ande di Transizione si incontra la più elevata concentrazione di centri sciistici dell'emisfero sud, dopo la Nuova Zelanda.

### Stazioni sciistiche

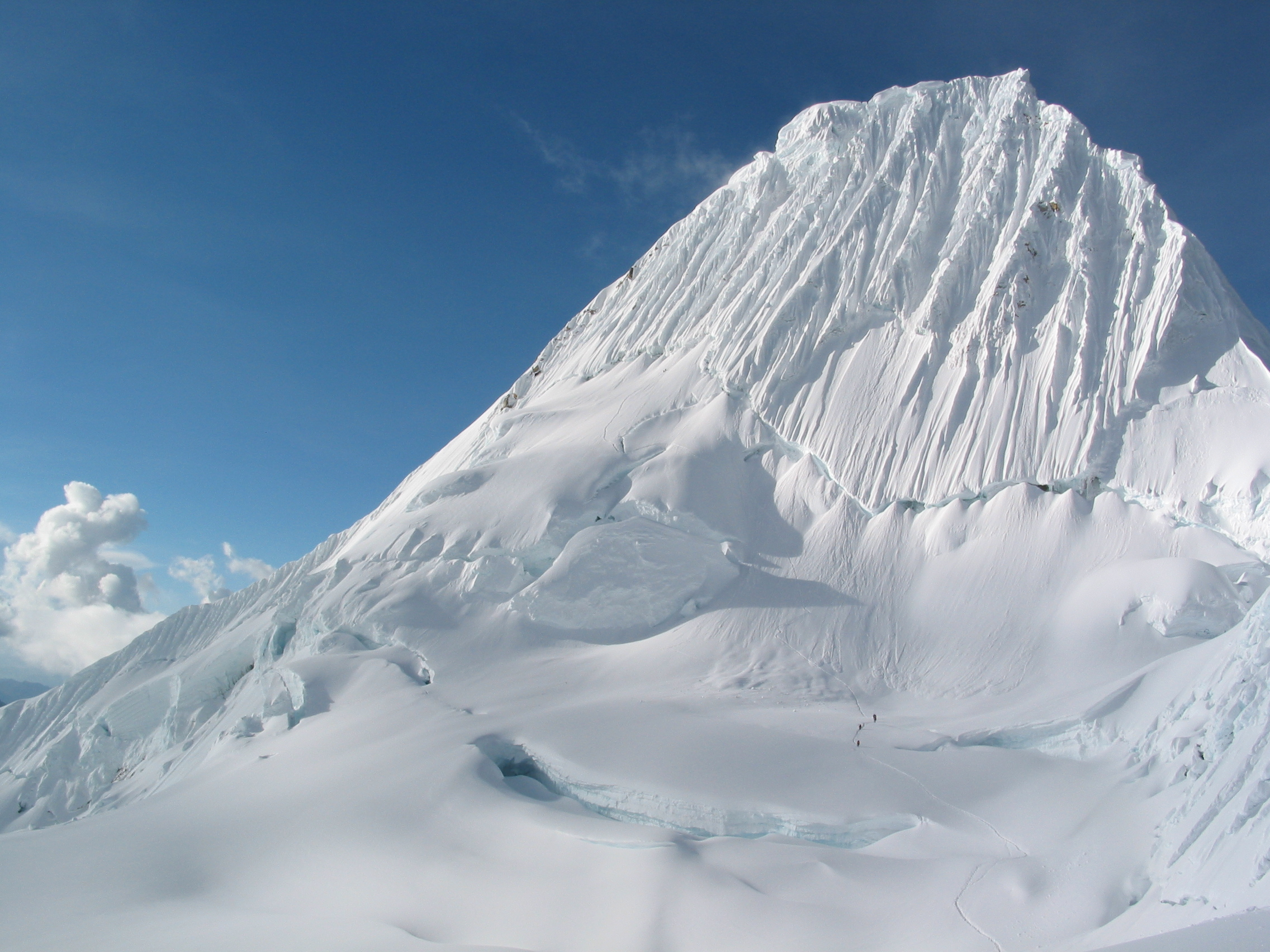
Alpamayo

- AlpamayoIn Argentina: Altos del Valle, Batea Mahuida, Caviahue, Cerro Bayo, Cerro Castor, Cerro Catedral, Cerro Wayle, Chapelco, Glaciar Martial, La Hoya, Las Cotorras, Las Leñas, Llanos del Castor, Los Penitentes, Nunatak, Primeros Pinos, Solar del Bosque, Tierra Mayor, Valdelén, Vallecitos, Valle de los Huskies.
- In Bolivia: Chacaltaya.
- In Cile: Antillanca, Antuco, Cerro El Fraile, Cerro Mirador, Chapa Verde, Corralco, Farellones, Lagunillas, La Parva, Las Araucarias, Los Arenales, Portillo, Villarrica, Termas de Chillán, Valle Nevado, Valle Hermoso.